# Katherine Neville
Pour les articles homonymes, voir Catherine Neville.
Katherine Neville, née le 4 avril 1945 à Saint-Louis (Missouri), est une romancière américaine

## Biographie
Katherine Neville est d'abord mannequin avant de devenir consultante internationale en informatique à New York, puis en Algérie, dans les années 1970, au moment de l'embargo de l'OPEP.
De retour d'Afrique du Nord, elle travaille comme photographe dans le Colorado. Parallèlement elle est employée par le département de l'Énergie à des recherches sur l'énergie nucléaire et le développement, dans le désert de l'Idaho, de méthodes d'identification et de contrôle des matériaux toxiques et dangereux.
En 1980, elle déménage à San Francisco où elle est vice-présidente de la Bank of America. Dix ans plus tard, elle s'installe en Europe avec son compagnon, le neurologue Karl H. Pribram. Après quelques années à l'étranger, le couple emménage dans les montagnes Blue Ridge en Virginie.
Les divers métiers et expériences de Katherine Neville fournissent le noyau de son premier roman, Le Huit, best-seller traduit dans une vingtaine de langues, et du Cercle magique.
Katherine Neville habite actuellement à Washington.

## Œuvres
- Le Huit, publié en 1988 aux États-Unis
- Le Cercle magique[1] publié en 1998 aux États-Unis.
- Un risque calculé publié en 1992 aux États-Unis.
- Le Feu sacré, suite du roman Le Huit, publié en 2008 aux États-Unis, 2009 en France